# Bulgaria en los Juegos Olímpicos de Moscú 1980
Bulgaria estuvo representada en los Juegos Olímpicos de Moscú 1980 por un total de 271 deportistas que compitieron en 20 deportes.  
El portador de la bandera en la ceremonia de apertura fue el luchador Alexandar Tomov.

## Medallistas
El equipo olímpico búlgaro obtuvo las siguientes medallas:
| Nombre                                                                             | Deporte            | Competición                      |
| ---------------------------------------------------------------------------------- | ------------------ | -------------------------------- |
| Oro                                                                                |                    |                                  |
| Petar Lesov                                                                        | Boxeo              | Mosca (51 kg) M                  |
| Stoyan Delchev                                                                     | Gimnasia artística | Barra fija M                     |
| Yanko Rusev                                                                        | Halterofilia       | 67,5 kg M                        |
| Asen Zlatev                                                                        | Halterofilia       | 75 kg M                          |
| Gueorgui Raikov                                                                    | Lucha grecorromana | 100 kg M                         |
| Valentin Raichev                                                                   | Lucha libre        | 74 kg M                          |
| Ismail Abilov                                                                      | Lucha libre        | 82 kg M                          |
| Liubomir Liubenov                                                                  | Piragüismo         | C1 1000 m M                      |
| Plata                                                                              |                    |                                  |
| Mariya Petkova                                                                     | Atletismo          | Disco F                          |
| Equipo                                                                             | Baloncesto         | Torneo F                         |
| Gueorgui Gadzhev (Vnimatelen) Svetoslav Ivanov (Aleko) Petar Mandadzhiev (Schibor) | Hípica             | Doma por eqs.                    |
| Stefan Dimitrov                                                                    | Halterofilia       | 60 kg M                          |
| Blagoi Blagoev                                                                     | Halterofilia       | 82,5 kg M                        |
| Rumen Alexandrov                                                                   | Halterofilia       | 90 kg M                          |
| Valentin Jristov                                                                   | Halterofilia       | 110 kg M                         |
| Dimitar Zaprianov                                                                  | Judo               | –95 kg M                         |
| Alexandar Tomov                                                                    | Lucha grecorromana | 100 kg M                         |
| Mijo Dukov                                                                         | Lucha libre        | 62 kg M                          |
| Ivan Marinov                                                                       | Lucha libre        | 68 kg M                          |
| Slavcho Chervenkov                                                                 | Lucha libre        | 100 kg M                         |
| Liubomir Liubenov                                                                  | Piragüismo         | C1 500 m M                       |
| Vania Guesheva                                                                     | Piragüismo         | K1 500 m F                       |
| Guinka Guiurova Iskra Velinova Mariika Modeva Rita Todorova Nadia Filipova         | Remo               | Cuatro con timonel (W4+) F       |
| Equipo                                                                             | Voleibol           | Torneo M                         |
| Bronce                                                                             |                    |                                  |
| Petar Lesov                                                                        | Atletismo          | 100 m M                          |
| Ivailo Marinov                                                                     | Boxeo              | Minimosca (48 kg)                |
| Stoyan Delchev                                                                     | Gimnasia artística | Concurso completo ind. M         |
| Mincho Pashov                                                                      | Halterofilia       | 67,5 kg                          |
| Nedelcho Kolev                                                                     | Halterofilia       | 75 kg                            |
| Iliyan Nedkov                                                                      | Judo               | –65 kg M                         |
| Mladen Mladenov                                                                    | Lucha grecorromana | 52 kg M                          |
| Pavel Pavlov                                                                       | Lucha grecorromana | 82 kg M                          |
| Nermedin Selimov                                                                   | Lucha libre        | 52 kg M                          |
| Borislav Ananiev Nikolai Ilkov                                                     | Piragüismo         | C2 500 m M                       |
| Bozhidar Milenkov Ivan Manev Lazar Jristov Borislav Borisov                        | Piragüismo         | K4 1000 m M                      |
| Siika Kelbecheva Stoyanka Gruicheva                                                | Remo               | Dos sin timonel (W2-) F          |
| Anka Bakova Dolores Nakova Mariana Serbezova Rumeliana Boncheva                    | Remo               | Cuatro scull (W4x) F             |
| Mincho Nikolov Bogdan Dobrev Ivo Rusev Liubomir Petrov                             | Remo               | Cuatro scull (M4x) M             |
| Liubcho Diakov                                                                     | Tiro               | Pistola 50 m M                   |
| Petar Zaprianov                                                                    | Tiro               | Rifle en posición tendida 50 m M |
| Equipo                                                                             | Voleibol           | Torneo F                         |